# Zuazu (Araquil)
Zuazu (Zuhatzu en euskera y de forma oficial) es una localidad española y un concejo de la Comunidad Foral de Navarra perteneciente al municipio de Araquil. 
Está situado en la Merindad de Pamplona, en la comarca de La Barranca, en el valle de Araquil y a 25 km de la capital de la comunidad, Pamplona. Su población en 2014 fue de 37 habitantes (INE), su superficie es de 2,85 km² y su densidad de población es de 12,98 hab/km².

## Geografía física

### Situación
La localidad de Zuazu está situada en la parte centro del municipio de Araquil . Su término concejil tiene una superficie de 2,85 km² y limita al norte con Eguiarreta; al este con Ecay; al sur con monte Olarregui y al oeste con Satrústegui.
|                    | Norte: Eguiarreta    |            |
| Oeste: Satrústegui |                      | Este: Ecay |
|                    | Sur: monte Olarregui |            |

## Demografía

### Evolución de la población
| Gráfica de evolución demográfica de Zuazu entre 2000 y 2010 |
|                                                             |
| Datos según el nomenclátor publicado por el INE.            |